# Smarano
Smarano é uma comuna italiana da região do Trentino-Alto Ádige, província de Trento, com cerca de 449 habitantes. Estende-se por uma área de 6 km², tendo uma densidade populacional de 74 hab/km². Faz fronteira com Coredo, Sfruz, Tres.